# Zsófia Kovács (ginnasta)
Zsófia Kovács (Dunaújváros, 6 aprile 2000) è una ginnasta ungherese, campionessa europea al volteggio e alle parallele ai Campionati europei 2020.

## Biografia
Zsófia Kovács ha partecipato ai campionati europei juniores di Sofia 2014 classificandosi 19ª nel concorso individuale. L'anno successivo ha disputato il Festival olimpico della gioventù europea che si è svolto a Tbilisi, in Georgia, ottenendo il quinto posto nel concorso individuale, il quarto posto al volteggio, e due settimi posti alle parallele asimmetriche e alla trave.
Da senior ha preso parte agli Europei di Berna 2016 piazzandosi all'ottavo posto con l'Ungheria nel concorso a squadre, e raggiungendo individualmente il quinto posto alle parallele asimmetriche e il settimo posto al volteggio. Alle Olimpiadi di Rio de Janeiro 2016 è giunta 33ª nella fase di qualificazione del concorso individuale e non è riuscita ad accedere ad alcuna finale.
Agli Europei di Cluj-Napoca 2017 Zsófia Kovács ha ottenuto il secondo posto nel concorso individuale, preceduta dalla britannica Elissa Downie e davanti alla francese Mélanie de Jesus dos Santos.